# Estonia na zimowych igrzyskach olimpijskich
Estonia na zimowych igrzyskach olimpijskich – występy reprezentacji Estonii na zimowych igrzyskach olimpijskich.
Estonia startuje w zimowych edycjach igrzysk od 1928 roku. W latach 1948–1988 reprezentanci tego kraju startowali w barwach Związku Socjalistycznych Republik Radzieckich. W latach 1924–2018 reprezentanci Estonii zdobyli siedem medali zimowych igrzysk olimpijskich – cztery złote, dwa srebrne i jeden brązowy. Najbardziej utytułowanymi estońskimi zawodnikami są biegacze narciarscy Kristina Šmigun-Vähi z dwoma złotymi i jednym srebrnym medalem oraz Andrus Veerpalu, który wywalczył również dwa złote i jeden srebrny medal. Brązowym medalistą został również biegacz Jaak Mae.
Najliczniejsza reprezentacja Estonii wystąpiła na igrzyskach w Vancouver w 2010 roku, kiedy to zaprezentowało się 30 zawodników i zawodniczek z tego kraju. Z kolei na igrzyskach w Turynie w 2006 roku Estonia uzyskała najlepszy wynik medalowy, zdobywając trzy złote medale. Estonię łącznie na zimowych igrzyskach olimpijskich reprezentowało 119 sportowców, w tym 82 mężczyzn i 37 kobiet, w 8 dyscyplinach.

## Występy na poszczególnych igrzyskach
| Igrzyska                    | Rozmiar reprezentacji | Rozmiar reprezentacji | Rozmiar reprezentacji | Rozmiar reprezentacji | Zdobyte medale | Zdobyte medale | Zdobyte medale | Zdobyte medale | Źr.    |
| Igrzyska                    | Mężczyźni             | Kobiety               | Razem                 | Dyscypliny            | Złote          | Srebrne        | Brązowe        | Razem          | Źr.    |
| --------------------------- | --------------------- | --------------------- | --------------------- | --------------------- | -------------- | -------------- | -------------- | -------------- | ------ |
| Sankt Moritz 1928           | 2                     | –                     | 2                     | 1                     | –              | –              | –              | –              | [ 3 ]  |
| Garmisch-Partenkirchen 1936 | 3                     | 2                     | 5                     | 4                     | –              | –              | –              | –              | [ 4 ]  |
| Albertville 1992            | 14                    | 5                     | 19                    | 4                     | –              | –              | –              | –              | [ 5 ]  |
| Lillehammer 1994            | 17                    | 9                     | 26                    | 6                     | –              | –              | –              | –              | [ 6 ]  |
| Nagano 1998                 | 15                    | 5                     | 20                    | 5                     | –              | –              | –              | –              | [ 7 ]  |
| Salt Lake City 2002         | 14                    | 3                     | 17                    | 5                     | 1              | 1              | 1              | 3              | [ 8 ]  |
| Turyn 2006                  | 17                    | 9                     | 26                    | 6                     | 3              | –              | –              | 3              | [ 9 ]  |
| Vancouver 2010              | 18                    | 12                    | 30                    | 4                     | –              | 1              | –              | 1              | [ 10 ] |
| Soczi 2014                  | 18                    | 7                     | 25                    | 6                     | –              | –              | –              | –              | [ 11 ] |
| Pjongczang 2018             | 17                    | 5                     | 22                    | 6                     | –              | –              | –              | –              | [ 12 ] |

## Zdobyte medale
| Medal  | Zawodnik             | Igrzyska            | Dyscyplina        | Konkurencja                  | Data           |
| ------ | -------------------- | ------------------- | ----------------- | ---------------------------- | -------------- |
| Złoto  | Andrus Veerpalu      | Salt Lake City 2002 | Biegi narciarskie | Bieg na 15 km mężczyzn       | 12 lutego 2002 |
| Złoto  | Kristina Šmigun-Vähi | Turyn 2006          | Biegi narciarskie | Bieg łączony kobiet na 15 km | 12 lutego 2006 |
| Złoto  | Kristina Šmigun-Vähi | Turyn 2006          | Biegi narciarskie | Bieg na 10 km kobiet         | 16 lutego 2006 |
| Złoto  | Andrus Veerpalu      | Turyn 2006          | Biegi narciarskie | Bieg na 15 km mężczyzn       | 17 lutego 2006 |
| Srebro | Andrus Veerpalu      | Salt Lake City 2002 | Biegi narciarskie | Bieg na 50 km mężczyzn       | 23 lutego 2002 |
| Srebro | Kristina Šmigun-Vähi | Vancouver 2010      | Biegi narciarskie | Bieg na 10 km kobiet         | 15 lutego 2010 |
| Brąz   | Jaak Mae             | Salt Lake City 2002 | Biegi narciarskie | Bieg na 15 km mężczyzn       | 12 lutego 2002 |

### Klasyfikacja według dyscyplin
| Nazwa                 | Złoto | Srebro | Brąz | Razem |
| --------------------- | ----- | ------ | ---- | ----- |
| Biathlon              | –     | –      | –    | 0     |
| Biegi narciarskie     | 4     | 2      | 1    | 7     |
| Bobsleje              | –     | –      | –    | 0     |
| Curling               | –     | –      | –    | 0     |
| Hokej na lodzie       | –     | –      | –    | 0     |
| Kombinacja norweska   | –     | –      | –    | 0     |
| Łyżwiarstwo figurowe  | –     | –      | –    | 0     |
| Łyżwiarstwo szybkie   | –     | –      | –    | 0     |
| Narciarstwo alpejskie | –     | –      | –    | 0     |
| Narciarstwo dowolne   | –     | –      | –    | 0     |
| Saneczkarstwo         | –     | –      | –    | 0     |
| Short track           | –     | –      | –    | 0     |
| Skeleton              | –     | –      | –    | 0     |
| Skoki narciarskie     | –     | –      | –    | 0     |
| Snowboarding          | –     | –      | –    | 0     |